# Dyckia lindevaldae
Dyckia lindevaldae är en gräsväxtart som beskrevs av Werner Rauh. Dyckia lindevaldae ingår i släktet Dyckia och familjen Bromeliaceae. Inga underarter finns listade i Catalogue of Life.